# Долина (Пуцонці)
Долина (словен. Dolina) — поселення в общині Пуцонці, Помурський регіон, Словенія. Висота над рівнем моря: 253,1 м.